# Mnesibulus strigatipes
Mnesibulus strigatipes är en insektsart som beskrevs av Bolívar, I. 1913. Mnesibulus strigatipes ingår i släktet Mnesibulus och familjen syrsor. Inga underarter finns listade i Catalogue of Life.